# Ismail Al-Hammadi
Ismail Salem Ismail Sajed Al-Hammadi (arab. إسماعيل الحمادي, ur. 1 lipca 1988 w Abu Zabi) – emiracki piłkarz występujący na pozycji skrzydłowego w drużynie Shabab Al-Ahli.

## Kariera piłkarska
Ismail Al-Hammadi od początku kariery występował w zespole Al-Ahli. W 2007 zadebiutował w reprezentacji Zjednoczonych Emiratów Arabskich. W 2011 został powołany do kadry na Puchar Azji rozgrywany w Katarze. Jego drużyna zajęła ostatnie miejsce w grupie i nie awansowała do dalszej fazy. Rok później znalazł się w kadrze na Igrzyska Olimpijskie w Londynie. Trzykrotnie zdobywał mistrzostwo kraju w barwach Al-Ahli (2009, 2014, 2016). W 2015 roku po raz drugi pojechał na Puchar Azji, gdzie kadra ZEA zajęła trzecie miejsce. W 2017 jego klub Al-Ahli został połączony z klubem Ash-Shabab Dubaj i od sezonu 2017/18 występuje pod nazwą Shabab Al-Ahli Dubaj, którego Al-Hammadi został zawodnikiem. W 2019 po raz trzeci w karierze pojechał na Puchar Azji.